# Grupo Límite
LMT, Grupo Límite, o Límite,  es una banda mexicana norteña y tejana formada en Monterrey, México en 1994. El grupo fue liderado por la cantante Alicia Villarreal hasta que ella lo dejó para seguir una carrera solista.

## Historia
La banda debutó en 1995 con el disco "Por Puro Amor" (cantado por Beatriz Alejo Jiménez), que vendió más de un millón de copias. El álbum contó con sencillos como "Vete", "Quiero" y "Te Aprovechas". Otros álbumes posteriores tuvieron éxito. En la IX Premios Lo Nuestro, Límite recibió dos premios: Grupo Regional Mexicano del Año y Artista Revelación. El sonido y la apariencia del grupo provocaron una ola de imitadores en la música tejana y norteña. La cantante y compositora principal del Grupo Límite, Alicia Villarreal, tenía su propio eslogan, un coqueto "ah-hah", que rápidamente se convirtió en parte de la mística del grupo, además de sus trenzas rubias. Fue apodada la Güerita Consentida.

## Miembros
- Johanna Maldonado - vocalista
- Dayna Robles - acordeón
- Kimberly Hidalgo - teclado
- Edith Enríquez - guitarra
- Carina García - bajo
- Mariah Cruz - percusión
- Lizbeth Ríos - batería

### Miembros pasados
- Luis Mario Garza - batería (1995-1997)
- Alicia Villarreal - vocalista (1995-2003)

## Discografía
Álbumes de estudio 
- Por puro amor (1995)
- Partiéndome El Alma (1996)
- Sentimientos (1997)
- Canta con límite (1998)
- De corazón al corazón (1998)
- Límite en vivo (1999)
- Por encima de todo (2000)
- Soy Así (2002)
- Otra vez (2013)
- Tu entretenimiento (2014)

### Otros álbumes En Vivo
- En Concierto (1999)
- En Último Concierto en Vivo Límite (2005)
- Límite en concierto (2007)
- Álbumes de colaboración
- El Baile del Millón (con Caballo Dorado) (1998)
- Invasores y Limite (con Los Invasores de Nuevo León) (2009)

### Álbumes recopilatorios
- Colección Mi Historia (1997)
- Serie Sensacional: La Sensación de Grupo Límite (2000)
- Serie 32 (2000)
- Edición limitada (2002)
- Oro Grupero (2002)
- Gracias 1995-2003 (2003)
- Encuentro Grupero (2004)
- Las 32 Más Grandes De... (2004)
- Serie Top 10 (2004)
- Explosión de Éxitos (2006)
- La Más Completa Colección (2007)
- Serie Cinco Estrellas de Oro (2008)
- La Historia de los Éxitos (2008)
- La Historia de los Éxitos (2008)
- Limite otra vez (2013) (con la cantante Liz Villanueva)
- 20 Kilates (2014)

- Datos: Q123558652